# Nestorowicz
Nestorowicz (cz. Nesterowicz) – polski herb szlachecki, odmiana herbu Pobóg.

## Opis herbu
Opis zgodnie z klasycznymi regułami blazonowania:
W polu błękitnym podkowa srebrna ocelami na doł, z barkiem lewo-ukośne srebrna strzałą od góry przeszytym. 
Klejnot: zdaniem T. Chrząńskiego pół charta srebrnego ze smyczą, wspiętego, w lewo tarczy obrocónego; według J. Ostrowskiego trzy pióra strusie. T. Gajl sugeruje, że istniały różne herby z tym samym godłem: Nestorowicz z chartem w klejnocie i Nesterowicz z piórami. 
Labry: błękitne, podbite srebrem. 

## Herbowni
Nestorowicz (Nesterowicz w oszmiańskiem). Urecki (z herbem Nesterowicz).

### Znani herbowni
- Fedko Nesterowicz, bojar teleżyński (na Litwę) 1528[4].
- Nestor Ureki (cz. Urecki), szlachcic wołoski, indygenowany przez sejm 1607[3][2] z herbem Nesterowicz[5].
- Jan Piotr Nesterowicz (Nestorowicz[6]), stolnik brzesko-litewski, stronnik Augusta II, kasztelan brzesko-litewski 1721.